# Cibicorbis
Cibicorbis es un género de foraminífero bentónico de la subfamilia Baggininae, de la familia Bagginidae, de la superfamilia Discorboidea, del suborden Rotaliina y del orden Rotaliida. Su especie tipo es Cibicorbis herricki. Su rango cronoestratigráfico abarca el Mioceno medio.

## Discusión
Algunas han incluido Cibicorbis en la subfamilia Cancrisinae de la familia Cancrisidae.

## Clasificación
Cibicorbis incluye a las siguientes especies:
- Cibicorbis aspera †
- Cibicorbis herricki †
- Cibicorbis hitchcockae †

Otra especie considerada en Cibicorbis es:
- Cibicorbis bubnanensis, de posición genérica incierta